# The Paragons
The Paragons sono stati uno storico gruppo reggae formato nel 1964 a Kingston, Giamaica.

## Storia
Formati a Kingston, Giamaica, i the Paragons erano originariamente composti da Garth "Tyrone" Evans, Bob Andy, Junior Menz, and Leroy Stamp. Nel 1964, poco prima che sfondassero in Giamaica, Stamp venne sostituito da John Holt, e Menz (che abbandonò per raggiungere i the Techniques) Howard Barret. Il sound originale dei Paragons era pesantemente influenzato dal soul americano, e il cantato era in linea con il resto dei gruppi vocali giamaicani dei primi anni sessanta. Nel 1964, la band venne notata dal leggendario produttore Coxsone Dodd che immediatamente li portò ai famosi Studio One, ma in seguito, sotto la supervisione di Duke Reid (che divenne il loro mentore), il quartetto registrò una serie di singoli di successo come "Love At Last" e "Good Luck and Goodbye" per la Treasure Isle di Reid. Poco dopo questi primi accenni di successo, Bob Andy annunciò la sua dipartita dai the Paragons lasciando il ruolo di leader a John Holt, che avrebbe deciso di ammorbidire le sonorità. Questo cambio di rotta si rivelò un successo, portando i the Paragons a diventare uno dei gruppi rocksteady più popolari della Giamaica e Gran Bretagna. Dei problemi di soldi, principalmente dovuti al fatto che non erano ancora ricchi dopo aver pubblicato dozzine di hit ai primi posti nelle classifiche, convinsero la band allo scioglimento nel 1970. Tra tutti i membri, in seguito solo John Holt riuscì a condurre una carriera di successo.
Nel 1980 il noto gruppo rock statunitense Blondie pubblicò come singolo la cover dei the Paragons "The Tide is High", che incluse nel disco Autoamerican. Questo tributo provocò un'ulteriore popolarità internazionale al gruppo ormai sciolto. Nel 2002 anche il gruppo pop Atomic Kitten registrò la cover dello stesso brano, incluso del loro album Feels So Good.
I Massive Attack pubblicarono una cover di "Man Next Door" nel loro album Mezzanine del 1998.

## Formazione

### Ultima
- Garth "Tyrone" Evans
- Howard Barret
- John Holt

### Ex componenti
- Bob Andy
- Leroy Stamp
- Junior Menz

## Discografia

### In Studio
- 1967 On The Beach
- 197? For You
- 1981 Sly & Robbie Meet The Paragons
- 1981 Return
- 1982 Now (retitled as Heaven & Earth)